# Castle Valley
Castle Valley è una città degli Stati Uniti d'America, situata nello Stato dello Utah, nella Contea di Grand.